# Румцайс
Румцайс е книга на чешкия писател Вацлав Чтвъртек. Това е детска книга с легенди и приказки.	По нея е направен детския телевизионен анимационен сериал със същото заглавие, чиято премиера е през 1967 година. Състои се от общо 39 епизода, които се излъчват между 1967 и 1974 година.
Историята е за един симпатичен ловец и разбойник, разновидност на Робин Худ, който живее в гората със семейството си – вярната му съпруга Манка и палавият, но умен син Циписек. Други герои от книгата са феята Амалка, водният дух Волшовечек и редица други приказни същества.